# Expedició 46
L'Expedició 46 va ser la 46a estada de llarga durada a l'Estació Espacial Internacional.
Serguei Vólkov, Mikhaïl Kornienko i Scott Kelly van ser transferits de l'Expedició 45, els dos últims com a part de la seva estada d'un any a bord de l'EEI. L'expedició 46 va començar amb la partida de la Soiuz TMA-17M l'11 de desembre de 2015 i finalitzada a la sortida de la Soiuz TMA-18M l'1 de març de 2016, i la tripulació de la Soiuz TMA-19M van ser transferits a l'Expedició 47. L'expedició té el primer astronauta britànic de l'ESA (Tim Peake) en visitar l'Estació Espacial Internacional (EEI).

## Tripulació
| Posició            | Primera Part (Desembre de 2015)              | Segona Part (Desembre de 2015 a març de 2016) |
| ------------------ | -------------------------------------------- | --------------------------------------------- |
| Comandant          | Scott Kelly, NASA Quart i últim vol espacial | Scott Kelly, NASA Quart i últim vol espacial  |
| Enginyer del vol 1 | Mikhaïl Kornienko, RSA Segon vol espacial    | Mikhaïl Kornienko, RSA Segon vol espacial     |
| Enginyer del vol 2 | Serguei Vólkov, RSA Tercer vol espacial      | Serguei Vólkov, RSA Tercer vol espacial       |
| Enginyer del vol 3 |                                              | Iuri Malentxenko, RSA Sisè vol espacial       |
| Enginyer del vol 4 |                                              | Tim Peake, ESA Primer vol espacial            |
| Enginyer del vol 5 |                                              | Timothy Kopra, NASA Segon vol espacial        |

FontSpacefacts